# Dinsterbach
Der  Dinsterbach  ist ein etwa 3 km langer Karst-Bach im Südharzer Zechsteingürtel. Er fließt nahe dem Südharzer Ortsteil Questenberg im sachsen-anhaltischen Landkreis Mansfeld-Südharz im Naturschutzgebiet Gipskarstlandschaft Questenberg, wo er im Gipsuntergrund verschwindet.

## Geographische Lage
Der Dinsterbach sammelt sich am Osthang des Hohen Kopfes (457 m) in ca. 460 m Höhe im Biosphärenreservat Karstlandschaft Südharz des Unterharzes. Er breitet sich im Gemeindegebiet von Südharz aus – 1,5 km östlich von Questenberg, etwa 2 km westlich von Hainrode und etwa 3 km südlich von Rotha.

## Dinsterbachtal
Der Dinsterbach tritt an der Wegschleife zwischen Questenberg und Hainrode erstmals in den Karst ein. Unterhalb der Brücke hat das Wasser ein steiles Flussbett „Düsteres Tal“ in den plattigen Zechsteinkalk gegraben. Da das Gestein durch seine klüftige und plattige Lagerung wasserleitend ist, verliert der Bach bereits hier in der Versickerungsstrecke einen Teil seines Wassers.
Der unter dem Zechsteinkalk liegende Kupferschiefer stößt in nördlicher Richtung gegen den sandigen Tonschiefer des Karbons und endet da. Sein Erzgehalt ist sehr gering und daher nicht abbauwürdig. 1934 wurde ein Stollen in den Berg getrieben, der nach 100 m Länge das Flöz erreichte. Da die Mansfeld AG mit diesem Stollenvortrieb zeigen wollte, dass sie noch am Questenberger Gebiet interessiert war, hatte der Stollen sein Ziel erreicht. Heute ist der Stollenmund vermauert und durch eine Öffnung nur für Fledermäuse und Amphibien zugänglich.

## Dinsterbachschwinde

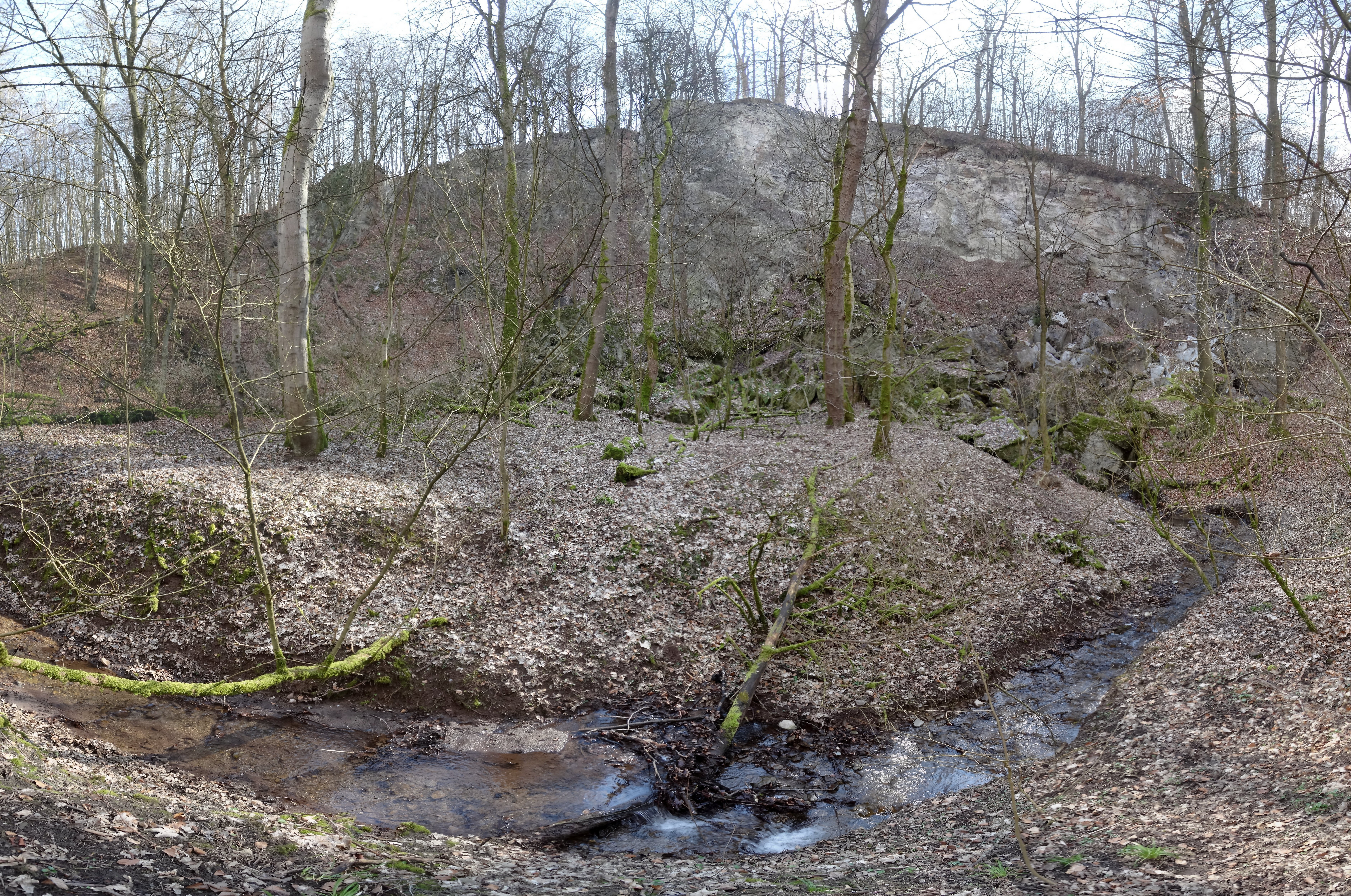
Dinsterbachschwinde 2016

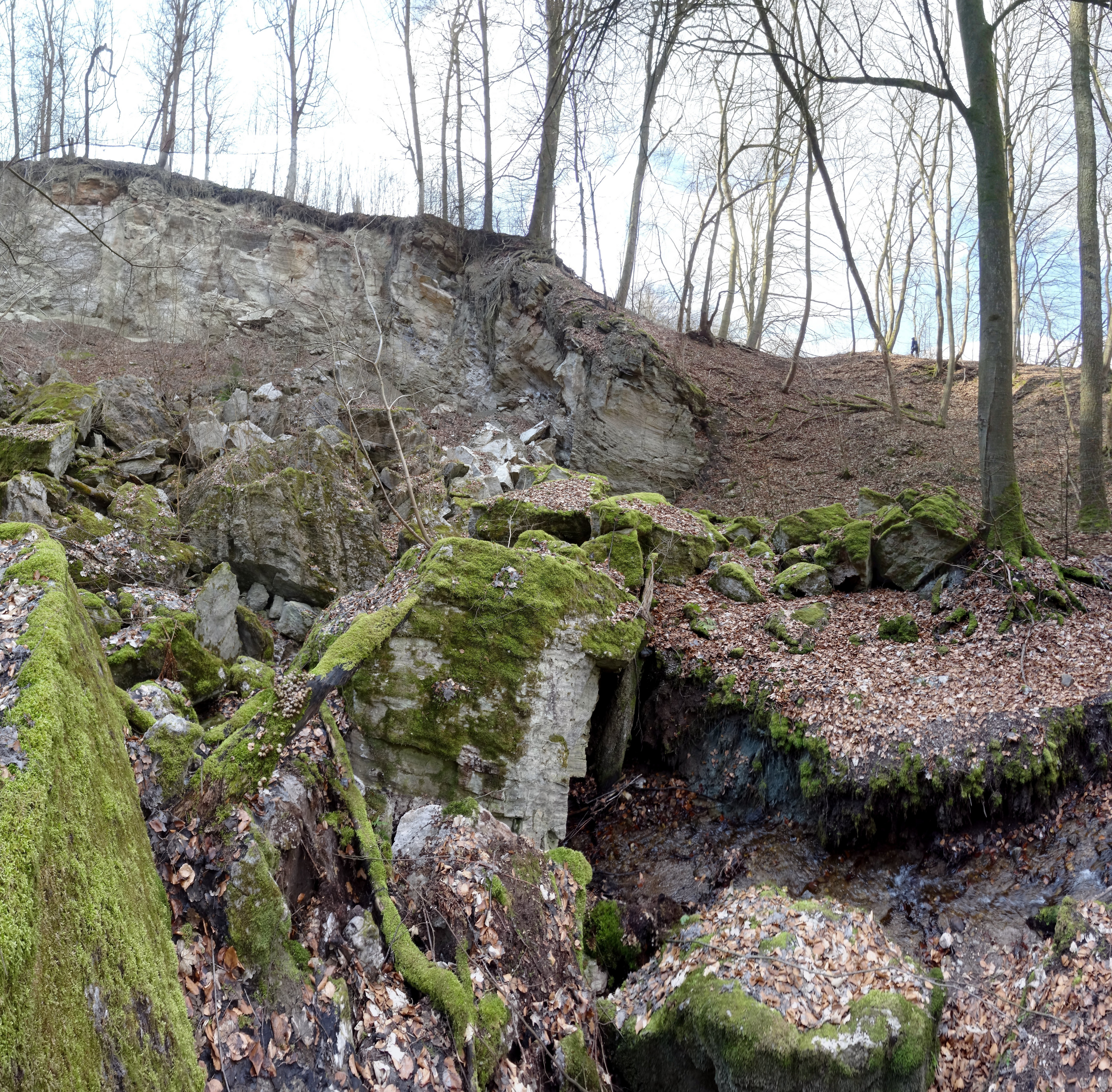
Der Dinsterbach taucht ab

Die Dinsterbachschwinde ist einer der beeindruckendsten Ponore des Südharzes. Nach ca. 800 m durch das „Düstere Tal“ verschwindet das kleine Harzbächlein im verkarsteten Untergrund des Sangerhäuser Anhydrits. Die Schwindstelle, eine Wandschwinde mit großen vorgelagerten Bruchhalden, verändert sich ununterbrochen. Teile der 30 m hohen Steilwand brechen ständig nach und verschütten den hinter den Schuttmassen liegenden Höhleneingang. Im Sommer versiegt der Bach teilweise völlig. Im Frühjahr kann er bis zu 100 l/s Wasser führen. Da das Wasser bis zu dieser Stelle mit dem Gips nie in Berührung kam, kann es weiter schnell Gestein auflösen und große Hohlräume schaffen. Färbungen des Wassers zeigten, dass kleinere Mengen im benachbarten Nassetal wieder austraten. Nach 1985 hat sich das Wasser neue Wege gesucht. Wahrscheinlich fließt es auf unterirdischem Wege bis ins Helmetal.
Die Schwinde steht seit 1988 unter Naturschutz.

## Haselbornschwinde

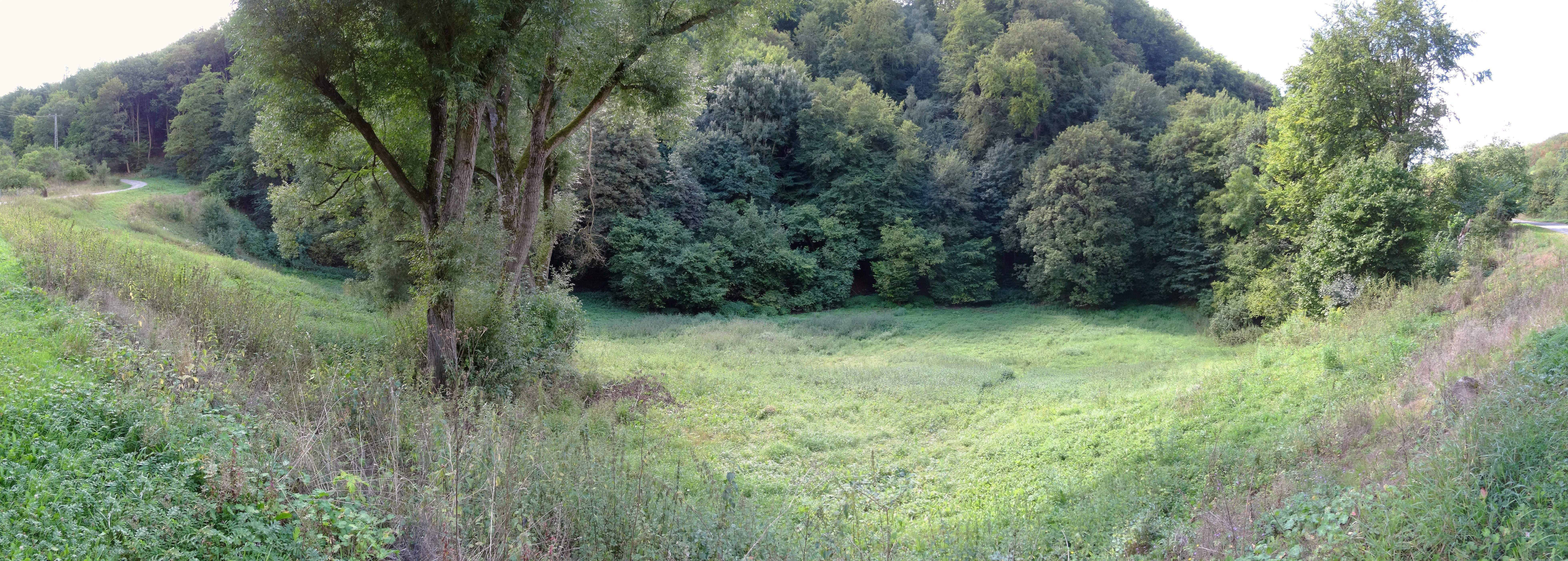
Haselbornschwinde

Etwa 700 m östlich von Questenberg verschwindet der Haselbach in einer tiefen Doline. Die Haselbornschwinde ist wahrscheinlich eine alte Schwinde des oberhalb gelegenen Dinsterbaches, der hier in den Untergrund versickerte, ehe er sein heutiges Abflussloch bergwärts zurückverlegte. Wohin das Wasser unterirdisch fließt, ist nicht bekannt.
Im Normalfall versickert der Haselborn nach kurzem Lauf im tiefsten Bereich des Kessels. Bei sehr starker Wasserführung bildet sich ein See.